# Rakowo (powiat płocki)
Rakowo – wieś sołecka w Polsce położona w województwie mazowieckim, w powiecie płockim, w gminie Wyszogród.
Wieś szlachecka położona była w drugiej połowie XVI wieku w ziemi wyszogrodzkiej. W latach 1975–1998 miejscowość należała administracyjnie do województwa płockiego. 1 stycznia 2003 będące dotychczasowymi częściami wsi: Parcela, Rakowo-Kolonia i Włościanie zostały zlikwidowane jako osobne miejscowości.